# Cedar Rapids (Nebraska)
Cedar Rapids és una població dels Estats Units a l'estat de Nebraska. Segons el cens del 2000 tenia 407 habitants.

## Demografia
Segons el cens del 2000, Cedar Rapids tenia 407 habitants, 179 habitatges, i 107 famílies. La densitat de població era de 436,5 habitants per km².
Dels 179 habitatges en un 27,4% hi vivien nens de menys de 18 anys, en un 51,4% hi vivien parelles casades, en un 5,6% dones solteres, i en un 39,7% no eren unitats familiars. En el 39,1% dels habitatges hi vivien persones soles el 24% de les quals corresponia a persones de 65 anys o més que vivien soles. El nombre mitjà de persones vivint en cada habitatge era de 2,27 i el nombre mitjà de persones que vivien en cada família era de 3,06.
Per edats la població es repartia de la següent manera: un 28% tenia menys de 18 anys, un 4,7% entre 18 i 24, un 22,9% entre 25 i 44, un 21,4% de 45 a 60 i un 23,1% 65 anys o més.
L'edat mediana era de 41 anys. Per cada 100 dones de 18 o més anys hi havia 98 homes.
La renda mediana per habitatge era de 28.333 $ i la renda mediana per família de 32.708 $. Els homes tenien una renda mediana de 26.705 $ mentre que les dones 18.750 $. La renda per capita de la població era de 15.138 $. Aproximadament el 10,8% de les famílies i el 14,4% de la població estaven per davall del llindar de pobresa.

## Poblacions més properes
El següent diagrama mostra les poblacions més properes.